# Centre Cultural Atatürk
El Centre cultural Atatürk (en turc: Atatürk Kültür Merkezi; anomenat també simplement AKM) és un centre cultural polivalent i òpera situat a la plaça de Taksim, a Istanbul, Turquia. El complex compta amb el "Gran escenari", una sala amb una capacitat de 1.307 seients per a actes teatrals de Teatres Estatals de Turquia i actuacions de l'Estat turc d'Opera i Ballet, i la "Sala de concerts", una segona sala amb una capacitat de 502 seients per a concerts, reunions i conferències, així com una sala d'exposicions de 1.200 m² a l'entrada. Hi ha també el "Teatre de Cambra" amb 296 seients, i l'"escenari d'Aziz Nesin" amb 190 seients i una sala de cinema amb 206 butaques.